# 施巴科研中心
施巴（Sebamed）是Sebapharma GmbH & Co. KG.（施巴科研中心股份有限公司）旗下的皮膚護理醫學用品品牌名稱。該公司總部位於德國博帕德的Bad Salzig。Heinz Maurer在1950年代開始研發產品並於1983年成立該公司以行銷其衛生產品；現該公司亦負責行銷Sebamat GmbH、Herzpunkt Pharma GmbH及Maurer Pharma GmbH的產品。

## 連結
- Sebapharma.com （页面存档备份，存于）